# Commanderie de Faxfleet
La commanderie de Faxfleet est une ancienne commanderie portuaire fondée par les Templiers au XIIe siècle dans la région du Yorkshire et de l'Humber en Angleterre.

## Description géographique
Comme toutes les commanderies, il ne s'agit pas d'un seul endroit mais plutôt d'un territoire qui incluait un ensemble de biens administrés à partir d'un chef-lieu. Il ne reste rien de ce chef-lieu où devait se trouver la maison du commandeur et la chapelle réservée au seuls membres de l'ordre, mais l'endroit est clairement identifié.
On pense que cette commanderie était avant tout un port qui recueillait une grande partie de la production des commanderies du Yorkshire. Le site se trouve dans la partie sud-ouest du district du Yorkshire de l'Est, à l'ouest de Kingston-upon-Hull et au sud de Newport. Plus précisément il s'agit du lieu-dit « Faxfleet (en) » au confluent de la rivière Ouse et du fleuve Trent. 
Désormais enfouie en grande partie sous la terre, la commanderie se dressait au lieu-dit « Temple Garth », dans la partie occidentale de la ferme de Thorp Grange[réf. souhaitée].
Il ne s'agit pas de « Thorp Grange Farm » au sud-est de Thorpe Audlin qui est parfois mentionnée et dont le lien avec les templiers reste à confirmer, ni des lieux-dits « Temple Garth » à Etton et à Willoughton qui étaient tous les deux chef-lieu de commanderie.
Parmi les possessions de cette commanderie, on peut citer plus au nord le manoir de Cave.

## Histoire
Faxfleet était l'une des principales commanderies du Yorkshire. Elle a été construite sur un terrain cédé en 1185 par un chevalier croisé, Roger de Mowbray, seigneur du Northumberland. Les Templiers avaient payé la rançon de ce seigneur alors qu'il était prisonnier des Ottomans. Cette même année, les registres indiquent que les Templiers Odo, Serlo, Gille, Stephen, Harvat et Ucca étaient les métayers de la commanderie, chacun s'étant vu confier la culture de deux acres de terre - conformément au système de culture par bandes. En 1290, et jusqu'en 1301, Geoffrey Jolif était le commandeur des Templiers à Faxfleet, tandis que Robert de Halton était le maître de la baillie du Temple dans le comté.
En 1308, plusieurs personnes (mais pas Jolif) furent arrêtées à Faxfleet et emmenées à York, où elles ont été condamnées à faire éventuellement pénitence dans l'ordre cistercien.
Les pièces du procès de l'ordre attestent de la réception dans cette commanderie de nouveaux frères par Guillaume de la More, alors maître de la province d'Angleterre,
La commanderie de Faxfleet a été fermée en 1308, date à laquelle sa valeur fut estimée à plus de 290£,. Malgré la dévolution des biens de l'ordre du Temple aux Hospitaliers, Faxfleet fut cédée par le Prieur Thomas l'Archer au roi Édouard II d'Angleterre en 1324. En 1338, un inventaire des anciennes propriétés templières dressé par les hospitaliers indique que Faxfleet et Cave étaient devenus possessions du seigneur Ralph Neuville à la suite d'une donation du roi d'Angleterre.

## Sources